# Liste der Kulturdenkmäler in Darmstadt/Eingemeindete Orte
Die folgende Liste enthält die in der Denkmaltopographie ausgewiesenen Kulturdenkmäler auf dem Gebiet  der  Stadt Darmstadt, Hessen.
Hinweis: Die Reihenfolge der Denkmäler in dieser Liste orientiert sich zunächst an Stadtteilen und anschließend der Anschrift, alternativ ist sie auch nach der Bezeichnung, der vom Landesamt für Denkmalpflege vergebenen Nummer oder der Bauzeit sortierbar.
Kulturdenkmäler werden fortlaufend im Denkmalverzeichnis des Landes Hessen durch das Landesamt für Denkmalpflege Hessen auf Basis des Hessischen Denkmalschutzgesetzes (HDSchG) geführt. Die Schutzwürdigkeit eines Kulturdenkmals hängt nicht von der Eintragung in das Denkmalverzeichnis des Landes Hessen oder der Veröffentlichung in der Denkmaltopographie ab.

Diese Teilliste umfasst die Kulturdenkmäler in den eingemeindeten Orten Darmstadts.

## Kulturdenkmäler in den eingemeindeten Orten

### Arheilgen
| Bild                                                                          | Bezeichnung                                                     | Lage                                                                                                   | Beschreibung | Bauzeit | Objekt-Nr. |
| ----------------------------------------------------------------------------- | --------------------------------------------------------------- | --- | ------------ | ------- | ---------- |
| weitere Bilder                                                                | Gesamtanlage Carl-Ulrich-Schule (heute: Astrid-Lindgren-Schule) | Bernhardstraße 4, Stadtweg 1 Lage                                                                      |              |         | 9339 DDB   |
| Arheilger Mühlchen                                                            | Arheilger Mühlchen                                              | Brücherweg 1, Der Ruthsenbach, Das Schwimmbad, Am Mühlchen LageFlur: 19, Flurstück: 100, 139, 96/1, 97 |              | 1924    | 926032 DDB |
| Bild gesucht BW                                                               | Gesamtanlage Darmstädter Straße                                 | Darmstädter Straße 21–29 (ungr.), 24 Lage                                                              |              |         | 9340 DDB   |
| Hofreite                                                                      | Hofreite                                                        | Darmstädter Straße 5 LageFlur: 1, Flurstück: 93                                                        |              |         | 9341 DDB   |
| Wohnhaus                                                                      | Wohnhaus                                                        | Darmstädter Straße 7 LageFlur: 1, Flurstück: 94/3                                                      |              |         | 9342 DDB   |
| Ehemaliges Straßenbahndepot, Wagenhalle                                       | Ehemaliges Straßenbahndepot, Wagenhalle                         | Frankfurter Landstraße 147 LageFlur: 1, Flurstück: 119/12                                              |              |         | 9344 DDB   |
| Denkmalgeschütztes Gebäude in Darmstadt-Arheilgen, Frankfurter Landstraße 149 | Ehemaliges Straßenbahndepot, Verwaltungsgebäude                 | Frankfurter Landstraße 149, 147A LageFlur: 1, Flurstück: 119/10–12                                     |              |         | 9344 DDB   |
| Ehemaliger Gasthof Zum Löwen                                                  | Ehemaliger Gasthof Zum Löwen                                    | Frankfurter Landstraße 153 LageFlur: 1, Flurstück: 118/6                                               |              |         | 9345 DDB   |
| Bild gesucht BW                                                               | Gesamtanlage Messeler Straße                                    | Darmstädter Straße 1–7, Messeler Straße 1–7, 2–12 Lage                                                 |              |         | 9350 DDB   |
| weitere Bilder                                                                | Schreiberpforte                                                 | Messeler Straße 1 LageFlur: 1, Flurstück: 83/6                                                         |              |         | 9351 DDB   |
| Wohnhaus                                                                      | Wohnhaus                                                        | Messeler Straße 3 LageFlur: 1, Flurstück: 84/3                                                         |              | 1656    | 9352 DDB   |
| Gasthaus Zum Weißen Roß                                                       | Gasthaus Zum Weißen Roß                                         | Messeler Straße 10 LageFlur: 1, Flurstück: 72/1                                                        |              |         | 9353 DDB   |
| Gasthaus Zum Weißen Roß                                                       | Gasthaus Zum Weißen Roß                                         | Messeler Straße 12 LageFlur: 1, Flurstück: 71/5                                                        |              |         | 9353 DDB   |
| weitere Bilder                                                                | Rathaus                                                         | Messeler Straße 20 LageFlur: 2, Flurstück: 19                                                          |              | 1840    | 9354 DDB   |
| weitere Bilder                                                                | Evangelische Pfarrkirche                                        | Messeler Straße 25, 27 LageFlur: 1, Flurstück: 370                                                     |              |         | 9356 DDB   |
| Evangelisches Pfarramt                                                        | Evangelisches Pfarramt                                          | Messeler Straße 29 LageFlur: 1, Flurstück: 372                                                         |              |         | 9356 DDB   |
| Zehntscheuer                                                                  | Zehntscheuer                                                    | Messeler Straße 60, 62, 64 LageFlur: 1, Flurstück: 455, 456, 457                                       |              |         | 9355 DDB   |
| Wohnhaus                                                                      | Wohnhaus                                                        | Nach dem Wieschen 1 LageFlur: 1, Flurstück: 257/4, 257/7                                               |              | 1782    | 9357 DDB   |
| weitere Bilder                                                                | Rückenmühle                                                     | Untere Mühlstraße 29, Untere Mühlstraße 29A-G LageFlur: 3, Flurstück: 211/4, 217/2, 625/1, 626, 627    |              |         | 9359 DDB   |

### Eberstadt

#### Eberstadt
| Bild | Bezeichnung                                                     | Lage | Beschreibung | Bauzeit              | Objekt-Nr. |
| --- | --------------------------------------------------------------- | --- | --- | -------------------- | ---------- |
| Forsthofreite | Forsthofreite                                                   | Alter Dieburger Weg 24 LageFlur: 9, Flurstück: 17/3 | | 1913                 | 926336 DDB |
| weitere Bilder | Eschollmühle, Fachwerkgiebel des Hauptgebäudes                  | An der Eschollbrücke 28 LageFlur: 1, Flurstück: 577/2, 577/3, 577/4, 577/5, 576/1 | |                      | 9361 DDB   |
| weitere Bilder | Eschollmühle, Fachwerkscheune                                   | An der Eschollbrücke 28 LageFlur: 1, Flurstück: 577/2, 577/3, 577/4, 577/5, 576/1 | |                      | 9361 DDB   |
| Denkmalgeschützte Einfriedungsmauer zur Modau hin der Eschollmühle in Darmstadt-Eberstadt                                                        | Eschollmühle, Einfriedungsmauer                                 | An der Eschollbrücke 28 LageFlur: 1, Flurstück: 577/2, 577/3, 577/4, 577/5, 576/1 | |                      | 9361 DDB   |
| Denkmalgeschütztes Gebäude über dem Mühlbach (heute zugeschüttet) Eschollmühle in Darmstadt-Eberstadt, An der Eschollbrücke 28                   | Eschollmühle, Gebäude über den Mühlgraben                       | An der Eschollbrücke 28 LageFlur: 1, Flurstück: 577/2, 577/3, 577/4, 577/5, 576/1 | |                      | 9361 DDB   |
| Denkmalgeschütztes Wehr an der Modau zur Regulierung des Wassers zur Eschollmühle in Darmstadt-Eberstadt. Der Mühlbach/-graben ist zugeschüttet. | Eschollmühle, Mühlgraben mit Wehranlage                         | An der Eschollbrücke 28 LageFlur: 1, Flurstück: 577/2, 577/3, 577/4, 577/5, 576/1 | |                      | 9361 DDB   |
| Waldmühle, auch Walkmühle | Waldmühle, auch Walkmühle                                       | Beerbacher Straße 20, Mühlgraben, Beerbacher Straße, Beerbach LageFlur: 12, Flurstück: 35/5, 35/7, 35/8, 52                                                                                              | | um 1700              | 9364 DDB   |
| Dreiseithof, Wohnhaus | Dreiseithof, Wohnhaus                                           | Büschelstraße 3 LageFlur: 1, Flurstück: 589/2 | | 1628                 | 9365 DDB   |
| Dreiseithof, Nebengebäude | Dreiseithof, Nebengebäude                                       | Büschelstraße 3, 3A LageFlur: 1, Flurstück: 589/3, 589/4 | |                      | 9365 DDB   |
| Modaubrücke | Modaubrücke                                                     | Der Herrnacker (bei Mühltalstraße) LageFlur: 11, 14, Flurstück: 729/23, 415/13 | | 1938                 | 9387 DDB   |
| Eisenbahnbrücke über die Modau | Eisenbahnbrücke über die Modau                                  | Eisenbahn LageFlur: 3, Flurstück: 235/9 | |                      | 926154 DDB |
| Denkmalgeschütztes Gebäude (Gutenbergschule) in Darmstadt-Eberstadt, Gabelsberger Straße 4–8                                                     | Gesamtanlage Gutenbergschule                                    | Gabelsberger Straße 4, 6, 8 LageFlur: 1, Flurstück: 685/9 | |                      | 9366 DDB   |
| Bild gesucht BW | Engelsmühle, Hauptgebäude                                       | Gernsheimer Straße 15 LageFlur: 13, Flurstück: 33/38 | Massives Erdgeschoss mit Fachwerkobergeschoss |                      | 9362 DDB   |
| Bild gesucht BW | Engelsmühle, Scheune                                            | Gernsheimer Straße 15a LageFlur: 13, Flurstück: 33/38 | Bruchsteinbau |                      | 9362 DDB   |
| Bild gesucht BW | Engelsmühle, ehemaliges Stallgebäude                            | Gernsheimer Straße 15 LageFlur: 13, Flurstück: 33/38 | |                      | 9362 DDB   |
| Christuskirche | Christuskirche                                                  | Heidelberger Landstraße 155 LageFlur: 16, Flurstück: 794/16 | | 1960                 | 926152 DDB |
| Ehemalige Oberförsterei | Ehemalige Oberförsterei                                         | Heidelberger Landstraße 171 LageFlur: 16, Flurstück: 623/4 | | 1902                 | 9368 DDB   |
| Remise | Remise                                                          | Heidelberger Landstraße 171 LageFlur: 16, Flurstück: 623/4 | | 1902                 | 9368 DDB   |
| Wohnhaus | Wohnhaus                                                        | Heidelberger Landstraße 218 LageFlur: 1, Flurstück: 21/5 | Zweigeschossiger verputzter Fachwerkbau mit barockem Schmuckfachwerk |                      | 9369 DDB   |
| Wohn- und Geschäftshaus, ehemaliges Nebengebäude                                                                                                 | Wohn- und Geschäftshaus, ehemaliges Nebengebäude                | Heidelberger Landstraße 224 LageFlur: 1, Flurstück: 229/4 | Giebelständiger zweigeschossiger Fachwerkbau, Erdgeschoss später massiv ausgemauert, ab 1845 Thurn- und Taxissche Postverwaltung | um 1700              | 9370 DDB   |
| Wohnhaus | Wohnhaus                                                        | Heidelberger Landstraße 226 LageFlur: 1, Flurstück: 229/4 | Zweigeschossiger traufständiger Fachwerkbau | 1707                 | 9371 DDB   |
| Wohnhaus | Wohnhaus                                                        | Heidelberger Landstraße 242 LageFlur: 1, Flurstück: 244 | | um 1930              | 9372 DDB   |
| Ehemaliger Einstellhof Güldene Sonne | Ehemaliger Einstellhof Güldene Sonne                            | Heidelberger Landstraße 246 LageFlur: 1, Flurstück: 252/1 | | 1754                 | 9373 DDB   |
| Gasthaus Darmstädter Hof | Gasthaus Darmstädter Hof                                        | Heidelberger Landstraße 249 LageFlur: 1, Flurstück: 675/3 | | 1802                 | 9374 DDB   |
| Wohnhaus | Wohnhaus                                                        | Heidelberger Landstraße 259 LageFlur: 1, Flurstück: 621/1 | | 18. Jh.              | 9375 DDB   |
| Wohn- und Geschäftshaus | Wohn- und Geschäftshaus                                         | Heidelberger Landstraße 269 LageFlur: 1, Flurstück: 610/11 | |                      | 9377 DDB   |
| Hofanlage | Hofanlage                                                       | Heidelberger Landstraße 271 LageFlur: 1, Flurstück: 607/3 | |                      | 9378 DDB   |
| Wohnhaus | Wohnhaus                                                        | Heidelberger Landstraße 301 LageFlur: 1, Flurstück: 389/3 | Zweigeschossiges giebelständiges verputztes Fachwerkgebäude | 18. Jh.              | 9379 DDB   |
| der Turm der Dreifaltigkeitskirche und rechts das hellbraun geklinkerte Pfarrhaus                                                                | Gesamtanlage Dreifaltigkeitskirche                              | Heidelberger Landstraße 305, 307 LageFlur: 1, Flurstück: 425, 427, 385/1, 725/37 | |                      | 9380 DDB   |
| weitere Bilder | Dreifaltigkeitskirche                                           | Heidelberger Landstraße 305, Am Kirchberg LageFlur: 1, Flurstück: 425, 427 | | um 1520              | 9381 DDB   |
| weitere Bilder | Gesamtanlage Provinzialpflegeanstalt                            | Heidelberger Landstraße 379 LageFlur: 5, Flurstück: 121/18 | |                      | 9383 DDB   |
| Wohnhaus | Wohnhaus                                                        | Heinrich-Delp-Straße 12 LageFlur: 1, Flurstück: 51/3 | | erste Hälfte 16. Jh. | 9385 DDB   |
| Ehemalige Ölmühle | Ehemalige Ölmühle                                               | Heinrich-Delp-Straße 14 LageFlur: 1, Flurstück: 53/1 | |                      | 9384 DDB   |
| weitere Bilder | Melita-Brunnen                                                  | Im Woog (Hetterbachweg) LageFlur: 20, Flurstück: 1/6 | | 1894                 | 926034 DDB |
| Wasserhochbehälter | Wasserhochbehälter                                              | Links des Schloßwegs (Frankensteiner Straße) LageFlur: 9, Flurstück: 35/6 | | 1912                 | 926144 DDB |
| Ehemaliger Dorfsaal | Ehemaliger Dorfsaal                                             | Mühltalstraße 4 LageFlur: 1, Flurstück: 85/1 | |                      | 9388 DDB   |
| Wohnhaus | Wohnhaus                                                        | Mühltalstraße 5 LageFlur: 1, Flurstück: 96/9 | |                      | 9389 DDB   |
| Alte Dorfmühle | Alte Dorfmühle                                                  | Mühltalstraße 7 LageFlur: 1, Flurstück: 96/20 | |                      | 9390 DDB   |
| Wohnhaus | Wohnhaus                                                        | Mühltalstraße 12 LageFlur: 1, Flurstück: 88/10 | |                      | 9391 DDB   |
| Wohnhaus | Wohnhaus                                                        | Mühltalstraße 18, 18A, 16 LageFlur: 15, Flurstück: 127/23–25 | |                      | 9392 DDB   |
| Wohnhaus | Wohnhaus                                                        | Mühltalstraße 30 LageFlur: 15, Flurstück: 478 | |                      | 9393 DDB   |
| Untere Wiesenmühle, Hauptgebäude | Untere Wiesenmühle, Hauptgebäude                                | Mühltalstraße 55, Bei der Wiesenmühle LageFlur: 11, Flurstück: 187/1 | |                      | 9394 DDB   |
| Untere Wiesenmühle, Tor- und Scheunengebäude | Untere Wiesenmühle, Tor- und Scheunengebäude                    | Mühltalstraße 55, Bei der Wiesenmühle LageFlur: 11, Flurstück: 187/1 | |                      | 9394 DDB   |
| Denkmalgeschütztes Gebäude in Darmstadt-Eberstadt, Mühltalstraße 57, ehemalige Obere Wiesenmühle                                                 | Obere Wiesenmühle, Hauptgebäude                                 | Mühltalstraße 57 LageFlur: 11, Flurstück: 189/4 | |                      | 9395 DDB   |
| Denkmalgeschütztes Gebäude in Darmstadt-Eberstadt, Mühltalstraße 57, ehemalige Obere Wiesenmühle                                                 | Obere Wiesenmühle, südwestliches Nebengebäude                   | Mühltalstraße 57 LageFlur: 11, Flurstück: 189/4 | |                      | 9395 DDB   |
| Denkmalgeschütztes Gebäude in Darmstadt-Eberstadt, Mühltalstraße 57, ehemalige Obere Wiesenmühle                                                 | Obere Wiesenmühle, westliches Nebengebäude                      | Mühltalstraße 57 LageFlur: 11, Flurstück: 189/4 | |                      | 9395 DDB   |
| Denkmalgeschütztes Gebäude in Darmstadt-Eberstadt, Mühltalstraße 57, ehemalige Obere Wiesenmühle                                                 | Obere Wiesenmühle, nördliches Nebengebäude                      | Mühltalstraße 57 LageFlur: 11, Flurstück: 189/4 | |                      | 9395 DDB   |
| Wohnhaus | Wohnhaus                                                        | Mühltalstraße 66 LageFlur: 15, Flurstück: 22/4 | | 1903                 | 926095 DDB |
| weitere Bilder | Mühltalbad, Hauptgebäude                                        | Mühltalstraße 70. Steigertsweg 75 LageFlur: 15, Flurstück: 16/4 | |                      | 9396 DDB   |
| Mühltalbad, Schwimmbecken | Mühltalbad, Schwimmbecken                                       | Mühltalstraße 70 LageFlur: 15, Flurstück: 16/4 | |                      | 9396 DDB   |
| Villa | Villa                                                           | Mühltalstraße 110 LageFlur: 14, Flurstück: 372/1 | |                      | 9398 DDB   |
| Villa | Villa                                                           | Mühltalstraße 132 LageFlur: 14, Flurstück: 87/2 | |                      | 9399 DDB   |
| Garage | Garage                                                          | Mühltalstraße 132 LageFlur: 14, Flurstück: 87/2 | |                      | 9399 DDB   |
| Neue Kaisermühle, Mühlengebäude | Neue Kaisermühle, Mühlengebäude                                 | Mühltalstraße 135, 137 LageFlur: 13, Flurstück: 60/3, 4 | |                      | 12608 DDB  |
| Neue Kaisermühle, Wohngebäude | Neue Kaisermühle, Wohngebäude                                   | Mühltalstraße 135 LageFlur: 13, Flurstück: 60/6, 7 | |                      | 12608 DDB  |
| Neue Kaisermühle, südwestliches Nebengebäude | Neue Kaisermühle, südwestliches Nebengebäude                    | Mühltalstraße 131, 133 LageFlur: 13, Flurstück: 60/5 | |                      | 12608 DDB  |
| Neue Kaisermühle, westliches Nebengebäude | Neue Kaisermühle, westliches Nebengebäude                       | Mühltalstraße 129 LageFlur: 13, Flurstück: 60/5 | |                      | 12608 DDB  |
| Neue Kaisermühle, Gartenhaus | Neue Kaisermühle, Gartenhaus                                    | Mühltalstraße 135 LageFlur: 13, Flurstück: 60/3 | Holzpavillon mit Zeltdach |                      | 12608 DDB  |
| Alte Kaisermühle | Gesamtanlage Alte Kaisermühle                                   | Mühltalstraße 141, 143 Lage | |                      | 9401 DDB   |
| Denkmalgeschütztes Gebäude in Darmstadt, Stadtteil Eberstadt, Mühltalstraße 143                                                                  | Alte Kaisermühle, Hauptgebäude                                  | Mühltalstraße 143 LageFlur: 13, Flurstück: 43/4 | |                      | 9402 DDB   |
| Denkmalgeschütztes Gebäude in Darmstadt, Stadtteil Eberstadt, Mühltalstraße 147                                                                  | Koppenmühle, Hauptgebäude                                       | Mühltalstraße 147 LageFlur: 13, Flurstück: 39/2 | |                      | 9403 DDB   |
| Bild gesucht BW | Koppenmühle, Mühlenmauer mit Torbau                             | Mühltalstraße 147 LageFlur: 13, Flurstück: 39/2 | |                      | 9403 DDB   |
| Bild gesucht BW | Koppenmühle, neues Wohnhaus                                     | Mühltalstraße 147 LageFlur: 13, Flurstück: 39/2 | |                      | 9403 DDB   |
| Bild gesucht BW | Koppenmühle, nördliches Nebengebäude                            | Mühltalstraße 147 LageFlur: 13, Flurstück: 39/2 | |                      | 9403 DDB   |
| Bild gesucht BW | Koppenmühle, nördliches Nebengebäude                            | Mühltalstraße 147 LageFlur: 13, Flurstück: 39/2 | |                      | 9403 DDB   |
| weitere Bilder | Sogenanntes Judenbrünnchen                                      | Mühltalstraße (B 426) LageFlur: 14, Flurstück: 420/1 | |                      | 9397 DDB   |
| Brunnenanlage | Brunnenanlage                                                   | Oberstraße LageFlur: 1, Flurstück: 725/32 | | 1960                 | 926142 DDB |
| Gesamtanlage Oberstraße | Gesamtanlage Oberstraße                                         | Oberstraße 1, 5, 11, 11a, 13, 17, 19, 21, 25, 25a, 27, 31–43 (ungrd.), 6, 10, 12, 16, 20, 22, 32, 34, Heidelberger Landstraße 218–224 (grd.), 224a, 224b, 226, 228, Eberstädter Kirchstraße 1–8, 10 Lage | |                      | 9405 DDB   |
| weitere Bilder | Rathaus                                                         | Oberstraße 11 LageFlur: 1, Flurstück: 222/3 | |                      | 9406 DDB   |
| Ehemalige Gerberei, jetzt öffentliche Bücherei                                                                                                   | Ehemalige Gerberei, jetzt öffentliche Bücherei                  | Oberstraße 11a LageFlur: 1, Flurstück: 219/2 | |                      | 9407 DDB   |
| Hofreite, Haupthaus | Hofreite, Haupthaus                                             | Oberstraße 13 LageFlur: 1, Flurstück: 219/3 | |                      | 9407 DDB   |
| Hofreite, Hoftor | Hofreite, Hoftor                                                | Oberstraße 13 LageFlur: 1, Flurstück: 219/3 | |                      | 9407 DDB   |
| Hofreite, Nebengebäude | Hofreite, Nebengebäude                                          | Oberstraße 13 LageFlur: 1, Flurstück: 219/3 | |                      | 9407 DDB   |
| Ehemalige Brauerei, Breithaus | Ehemalige Brauerei, Breithaus                                   | Oberstraße 16 LageFlur: 1, Flurstück: 28/4 | |                      | 9408 DDB   |
| Ehemalige Brauerei, Brauhaus | Ehemalige Brauerei, Brauhaus                                    | Oberstraße 16 LageFlur: 1, Flurstück: 28/4 | |                      | 9408 DDB   |
| Ehemalige Brauerei, Kühlhaus | Ehemalige Brauerei, Kühlhaus                                    | Oberstraße 16 LageFlur: 1, Flurstück: 28/4 | |                      | 9408 DDB   |
| weitere Bilder | Geibelsche Schmiede, Wohnhaus                                   | Oberstraße 20 LageFlur: 1, Flurstück: 29/1 | |                      | 9409 DDB   |
| weitere Bilder | Geibelsche Schmiede, Hoftor                                     | Oberstraße 20 LageFlur: 1, Flurstück: 29/1 | |                      | 9409 DDB   |
| weitere Bilder | Geibelsche Schmiede, Schmiede                                   | Oberstraße 20 LageFlur: 1, Flurstück: 29/1 | |                      | 9409 DDB   |
| Dreiseithof, Wohnhaus | Dreiseithof, Wohnhaus                                           | Oberstraße 22 LageFlur: 1, Flurstück: 32/2 | |                      | 9410 DDB   |
| Dreiseithof, Nebengebäude | Dreiseithof, Nebengebäude                                       | Oberstraße 22 LageFlur: 1, Flurstück: 32/2 | |                      | 9410 DDB   |
| Dreiseithof, Scheune | Dreiseithof, Scheune                                            | Oberstraße 22, Eberstädter Marktstraße 7 LageFlur: 1, Flurstück: 32/1, 55/13 | |                      | 9410 DDB   |
| Hofreite | Hofreite                                                        | Oberstraße 39 LageFlur: 1, Flurstück: 108/1 | |                      | 9411 DDB   |
| Wohnhaus | Wohnhaus                                                        | Odenwaldstraße 35 LageFlur: 1, Flurstück: 305/5 | |                      | 9412 DDB   |
| Eingangs- und Betriebsgebäude, Grabsteine und Wasserzapfstellen                                                                                  | Eingangs- und Betriebsgebäude, Grabsteine und Wasserzapfstellen | Palisadenstraße 5 LageFlur: 6, Flurstück: 1/18 | |                      | 926155 DDB |
| Eisenbahnbrücke | Eisenbahnbrücke                                                 | Pfungstädter Straße, Eisenbahn LageFlur: 3, Flurstück: 235/21, 235/9, 338/3 | Denkmalgeschützte Eisenbahnbrücke in Darmstadt-Eberstadt, Pfungstädter Straße |                      | 9413 DDB   |
| Wohnhaus | Wohnhaus                                                        | Pfungstädter Straße 178 LageFlur: 3, Flurstück: 144/11 | |                      | 9414 DDB   |
| Faselstall | Faselstall                                                      | Schlossstraße 9 LageFlur: 10, Flurstück: 572 | | 1840                 | 9415 DDB   |
| weitere Bilder | Schwanensaal                                                    | Schwanenstraße 42 LageFlur: 1, Flurstück: 1/5 | Der Ernst-Ludwig-Saal, auch Schwanensaal genannt, wurde 1906 als Tanzsaal des benachbarten Gasthofs „Zum Schwanen“ errichtet und wird heute als Festsaal für verschiedene Veranstaltungen genutzt. Der Gasthof wurde 1985 abgerissen. | 1906                 | 926141 DDB |
| weitere Bilder | St.-Josefs-Kirche                                               | Schwanenstraße 54 LageFlur: 1, Flurstück: 692/4 | |                      | 12607 DDB  |
| Kriegerdenkmal | Kriegerdenkmal                                                  | Seeheimer Straße LageFlur: 5, Flurstück: 173/39 | |                      | 9382 DDB   |

#### Villenkolonie
| Bild                                                                                           | Bezeichnung                           | Lage | Beschreibung                         | Bauzeit | Objekt-Nr. |
| ---------------------------------------------------------------------------------------------- | ------------------------------------- | --- | ------------------------------------ | ------- | ---------- |
| Villa                                                                                          | Villa                                 | Am Elfengrund 38 LageFlur: 22, Flurstück: 90 |                                      | 1930/31 | 9419 DDB   |
| Villa                                                                                          | Villa                                 | Am Elfengrund 41 LageFlur: 22, Flurstück: 176/1                                                                                                 |                                      | 1923    | 9420 DDB   |
| Wohnhaus                                                                                       | Wohnhaus                              | Am Elfengrund 49 LageFlur: 22, Flurstück: 179/4                                                                                                 |                                      | um 1910 | 926347 DDB |
| Villa                                                                                          | Villa                                 | Am Elfengrund 50 LageFlur: 22, Flurstück: 86/1                                                                                                  |                                      | um 1910 | 926149 DDB |
| Nr. 54 linke Haushälfte                                                                        | Doppelhaus                            | Am Elfengrund 54 LageFlur: 22, Flurstück: 84/3                                                                                                  |                                      |         | 926150 DDB |
| Nr. 56 rechte Haushälfte                                                                       | Doppelhaus                            | Am Elfengrund 56 LageFlur: 22, Flurstück: 83/3                                                                                                  |                                      |         | 926151 DDB |
| Villa                                                                                          | Villa                                 | Am Elfengrund 60 LageFlur: 22, Flurstück: 68/3                                                                                                  |                                      | um 1910 | 926148 DDB |
| Villa                                                                                          | Villa                                 | Am Elfengrund 65 LageFlur: 22, Flurstück: 149/1                                                                                                 |                                      | um 1910 | 926147 DDB |
| Villa                                                                                          | Villa                                 | Am Elfengrund 71 LageFlur: 22, Flurstück: 152                                                                                                   |                                      | 1907/08 | 9421 DDB   |
| Wohnhaus                                                                                       | Wohnhaus                              | Am Elfengrund 75 LageFlur: 22, Flurstück: 124                                                                                                   |                                      |         | 856073 DDB |
| Villa                                                                                          | Villa                                 | Am Elfengrund 77 LageFlur: 22, Flurstück: 125                                                                                                   |                                      | 1906    | 9422 DDB   |
| weitere Bilder                                                                                 | Ehemalige Duncan-Schule Haupthaus     | Auf der Marienhöhe 32 LageFlur: 21, Flurstück: 151/11                                                                                           |                                      | 1910/11 | 9424 DDB   |
| denkmalgeschützter Brunnen auf dem Gelände des Schulzentrums Marienhöhe in Darmstadt-Eberstadt | Ehemalige Duncan-Schule, Brunnen      | Auf der Marienhöhe 32 LageFlur: 21, Flurstück: 151/11                                                                                           |                                      | 1910/11 | 9424 DDB   |
| Bild gesucht BW                                                                                | Gesamtanlage Wohnsiedlung St. Barbara | Edisonstraße 63–71 (ungrd.), Ella-Fitzgerald-Weg 1–8, Fred-Hill-Weg 1–8, James-Brown-Weg 1–6, Louis-Armstrong-Weg 1–8, Nina-Simone-Weg 1–8 Lage |                                      | 1957    | 926632 DDB |
| Wohnhaus                                                                                       | Wohnhaus                              | Friedrich-Ebert-Straße 9 LageFlur: 22, Flurstück: 82                                                                                            |                                      |         | 9426 DDB   |
| Foto von 1903                                                                                  | Villa Waldfriede                      | Friedrich-Naumann-Straße 8 LageFlur: 17, Flurstück: 659/6                                                                                       |                                      | 1898    | 9428 DDB   |
| Bild gesucht BW                                                                                | Villenkolonie Eberstadt               | Heidelberger Landstraße 58, 60, 62, 64, 69, 71, 73, 75 Lage                                                                                     | Gesamtanlage Heidelberger Landstraße |         | 65544 DDB  |
| weitere Bilder                                                                                 | Wohnhaus                              | Heidelberger Landstraße 2 LageFlur: 22, Flurstück: 58/1                                                                                         |                                      | 1916    | 9430 DDB   |
| Einfriedung                                                                                    | Einfriedung                           | Heidelberger Landstraße 2 LageFlur: 22, Flurstück: 58/1                                                                                         |                                      | 1916    | 9430 DDB   |
| Villa Alice                                                                                    | Villa Alice                           | Heidelberger Landstraße 12 LageFlur: 22, Flurstück: 78/2                                                                                        |                                      | um 1900 | 9431 DDB   |
| Bild gesucht BW                                                                                | Park der Villa Alice                  | Heidelberger Landstraße 12, Leo-Tolstoi-Straße 3A, Heidelberger Landstraße 14 LageFlur: 22, Flurstück: 78/2–4                                   |                                      |         | 9431 DDB   |
| Villa                                                                                          | Villa                                 | Heidelberger Landstraße 16 LageFlur: 22, Flurstück: 77/3                                                                                        |                                      | 1900    | 9432 DDB   |
| Wohnhaus                                                                                       | Wohnhaus                              | Heidelberger Landstraße 18 LageFlur: 22, Flurstück: 74/1                                                                                        |                                      | 1915    | 9433 DDB   |
| Villa                                                                                          | Villa                                 | Heidelberger Landstraße 26 LageFlur: 22, Flurstück: 71                                                                                          |                                      | 1905    | 9434 DDB   |
| Villa Cronenberg                                                                               | Villa Cronenberg                      | Heidelberger Landstraße 28 LageFlur: 22, Flurstück: 70/3                                                                                        |                                      | 1904/05 | 9435 DDB   |
| Villa                                                                                          | Villa                                 | Heidelberger Landstraße 40 LageFlur: 22, Flurstück: 106/1                                                                                       |                                      | 1902    | 9436 DDB   |
| Villa                                                                                          | Villa                                 | Heidelberger Landstraße 42 LageFlur: 22, Flurstück: 105/3                                                                                       |                                      |         | 9437 DDB   |
| Wohnhaus                                                                                       | Wohnhaus                              | Heidelberger Landstraße 58 LageFlur: 22, Flurstück: 98                                                                                          |                                      | 1905    | 9438 DDB   |
| Villa                                                                                          | Villa                                 | Heidelberger Landstraße 61 LageFlur: 22, Flurstück: 41/1                                                                                        |                                      |         | 9439 DDB   |
| Villa                                                                                          | Villa                                 | Heidelberger Landstraße 62 LageFlur: 21, Flurstück: 223/1                                                                                       |                                      | 1914    | 9440 DDB   |
| Villa                                                                                          | Villa                                 | Heidelberger Landstraße 69 LageFlur: 29, Flurstück: 1/22–24                                                                                     |                                      | 1914    | 9441 DDB   |
| Nebengebäude                                                                                   | Nebengebäude                          | Heidelberger Landstraße 69 LageFlur: 29, Flurstück: 1/22                                                                                        |                                      | 1914    | 9440 DDB   |
| Villa                                                                                          | Villa                                 | Heidelberger Landstraße 73 LageFlur: 29, Flurstück: 1/31                                                                                        |                                      | 1915    | 9442 DDB   |
| Wohnhaus                                                                                       | Wohnhaus                              | Heidelberger Landstraße 75 LageFlur: 29, Flurstück: 1/27                                                                                        |                                      | 1913/14 | 9443 DDB   |
| Villa                                                                                          | Villa                                 | Heidelberger Landstraße 89 LageFlur: 29, Flurstück: 1/29                                                                                        |                                      | um 1900 | 9444 DDB   |
| Villa Dornburg                                                                                 | Villa Dornburg                        | Heidelberger Landstraße 99 LageFlur: 17, Flurstück: 674/7                                                                                       |                                      | 1901    | 9445 DDB   |
| Wohnhaus                                                                                       | Wohnhaus                              | Heinrich-Delp-Straße 201 LageFlur: 17, Flurstück: 724                                                                                           |                                      | 1909    | 9447 DDB   |
| Wohnhaus                                                                                       | Wohnhaus                              | Heinrich-Delp-Straße 226 LageFlur: 22, Flurstück: 168                                                                                           |                                      | 1939    | 9448 DDB   |
| weitere Bilder                                                                                 | Petrus-Canisius-Kirche                | Heinrich-Delp-Straße 235 LageFlur: 21, Flurstück: 356/13                                                                                        |                                      | 1963    | 926146 DDB |
| Künstlerhaus                                                                                   | Künstlerhaus                          | Heinrich-Delp-Straße 255 LageFlur: 21, Flurstück: 156/34                                                                                        |                                      | 1953    | 926145 DDB |
| Brunnenanlage Wasserwerk Eberstadt                                                             | Brunnenanlage Wasserwerk Eberstadt    | Im Steckenborn (Auf der Marienhöhe) LageFlur: 21, Flurstück: 45/1                                                                               |                                      | 1928    | 926350 DDB |
| Bild gesucht BW                                                                                | Villenkolonie Eberstadt               | Heidelberger Landstraße 2–28 (grd.), Am Elfengrund 71–77 (ungrd.), 82, 84, Leo-Tolstoi-Straße 4–9 Lage                                          | Gesamtanlage Leo-Tolstoi-Straße      |         | 9450 DDB   |
| Wohnhaus                                                                                       | Wohnhaus                              | Leo-Tolstoi-Straße 7 LageFlur: 22, Flurstück: 60/3                                                                                              |                                      | 1905    | 9451 DDB   |
| Villa                                                                                          | Villa                                 | Leo-Tolstoi-Straße 8 LageFlur: 22, Flurstück: 51/2                                                                                              |                                      | 1913    | 9452 DDB   |
| Haus Watzinger                                                                                 | Haus Watzinger                        | Leo-Tolstoi-Straße 9 LageFlur: 22, Flurstück: 127/2                                                                                             |                                      | 1905    | 12609 DDB  |
| Wohnhaus                                                                                       | Wohnhaus                              | Schillerstraße 13 LageFlur: 21, Flurstück: 255                                                                                                  |                                      | 1934    | 9455 DDB   |

### Kranichstein
| Bild                                      | Bezeichnung                                          | Lage | Beschreibung | Bauzeit | Objekt-Nr. |
| ----------------------------------------- | ---------------------------------------------------- | --- | ------------ | ------- | ---------- |
| Georgenbrunnen                            | Georgenbrunnen                                       | Am Jörger LageFlur: 33, Flurstück: 17/1 |              |         | 9459 DDB   |
| Reihenhaussiedlung                        | Reihenhaussiedlung                                   | Am Lindgraben 1–20 LageFlur: 20, Flurstück: 27 |              | 1928    | 12610 DDB  |
| Jagdschirm                                | Jagdschirm                                           | An der Kuhruh (Landgrafeneck) LageFlur: 33, Flurstück: 51 |              |         | 12613 DDB  |
| Drei-Prinzen-Brunnen                      | Drei-Prinzen-Brunnen                                 | Auf dem Geschwendt, Hartwiesenschneise LageFlur: 27, Flurstück: 30 |              |         | 9464 DDB   |
| weitere Bilder                            | Ökumenisches Gemeindezentrum                         | Bartningstraße 38, 40, 42 LageFlur: 99, Flurstück: 21/101, 21/102 |              |         | 950308 DDB |
| Jagdschirm                                | Jagdschirm                                           | Bei der Dianaburg, Charlottenplatz LageFlur: 27, Flurstück: 3 |              |         | 12611 DDB  |
| Jagdschirm                                | Jagdschirm                                           | Das alte Jagen (Kernschneise) LageFlur: 103, Flurstück: 1/1 |              |         | 9469 DDB   |
| Backhausteich, Schloßteich                | Backhausteich, Schloßteich                           | Der Backhausteich, Jagdschloss Kranichstein, Unter dem Backhausteich LageFlur: 101, Flurstück: 40/1, 43, 44, 74/1 |              |         | 9467 DDB   |
| Dianaburg                                 | Dianaburg                                            | Dianaburg LageFlur: 27, Flurstück: 2 |              |         | 9461 DDB   |
| Schneisenstern                            | Schneisenstern                                       | Dianaburg, Vor der Luderplatte in der Ramstadt, Die Geishecke, Bei der Diananburg, Am grauen Wolf LageFlur: 22, 26, 27, 29, Flurstück: 1/1, 2, 4, 74 |              |         | 9461 DDB   |
| Dianateich                                | Dianateich                                           | Dianateich LageFlur: 27, Flurstück: 20 |              |         | 9461 DDB   |
| weitere Bilder                            | Hartig-Denkmal                                       | Die Fasanerie LageFlur: 98, Flurstück: 1/2 |              |         | 9463 DDB   |
| Bild gesucht BW                           | Gesamtanlage Fasanerie mit Dieburger Straße 255, 270 | Dieburger Straße 255, 270 LageFlur: 82, Flurstück: 2 |              |         | 9462 DDB   |
| weitere Bilder                            | Jagdschloss Kranichstein                             | Jagdschloss Kranichstein, Zeughausallee, Wilscheuerweg, Wildackerweg, Unter dem Backhausteich, Steinbrückerteichweg, Kranichsteiner Straße 251, 253, 261, Die Gasse, Der Wildacker, Der Backhausteich, Das Bucheneck, Am Luderhäuser Weg, Am Backhausteich LageFlur: 95, 101, Flurstück: 1/2, 1/3, 26/1, 27/1, 30–32, 34/1, 35–37, 38/3, 39/2, 40/1, 41–53, 62–66, 73, 74/1, 75, 76 |              |         | 9465 DDB   |
| Alexanderburg                             | Alexanderburg                                        | Kranichsteiner Straße 89 (Kernschneise) LageFlur: 94, Flurstück: 1/2 |              |         | 9468 DDB   |
| weitere Bilder                            | Hofgut Kranichstein                                  | Kranichsteiner Straße 250 LageFlur: 101, Flurstück: 21/15 |              |         | 12612 DDB  |
| weitere Bilder                            | Jagdzeugmeisterhaus, Wohnhaus                        | Kranichsteiner Straße 251 LageFlur: 101, Flurstück: 26/1 |              |         | 9472 DDB   |
| weitere Bilder                            | Jagdzeugmeisterhaus, Scheune                         | Kranichsteiner Straße 251 LageFlur: 101, Flurstück: 26/1 |              |         | 9472 DDB   |
| weitere Bilder                            | Jagdzeughaus                                         | Kranichsteiner Straße 253 LageFlur: 101, Flurstück: 30, 32 |              |         | 9473 DDB   |
| weitere Bilder                            | Forsthaus Kranichstein                               | Kranichsteiner Straße 258 LageFlur: 102, Flurstück: 8/1 |              |         | 9475 DDB   |
| weitere Bilder                            | Kavaliershaus                                        | Kranichsteiner Straße 261 LageFlur: 101, Flurstück: 48 |              |         | 9476 DDB   |
| Bild gesucht BW                           | Schneisenstern                                       | Kranichsteiner Straße (Jagdschloss Kranichstein), Wildscheuerweg, Tiergartenwiese, Tiergarten, Steinbrückerteichweg, Scheibenschießenstand, Kranichsteiner Straße (L 3097), Kernschneise, Die Rotsul, Breiteberg und Siebenhügel, Am Luderhäuser Weg LageFlur: 93–96, 101–103, Flurstück: 1/1, 1/3, 2/2, 6/1, 7/2, 8/1, 10/1, 12/7, 64                                              |              |         | 9466 DDB   |
| Wohnhaus                                  | Wohnhaus                                             | Parkstraße 19, Zu Parkstraße, Parkstraße 21 LageFlur: 4, Flurstück: 99/11–13 |              | um 1880 | 9479 DDB   |
| Steinbrücker Teich                        | Steinbrücker Teich                                   | Ruthsenbach LageFlur: 83, Flurstück: 25, 4/2, 4/5 |              |         | 65577 DDB  |
| Kanal und Brücke am sogenannten Sorgenlos | Kanal und Brücke am sogenannten Sorgenlos            | Steinbrückerteichweg LageFlur: 96, Flurstück: 7/2 |              |         | 9480 DDB   |
| Bild gesucht BW                           | Ehemaliger Rangierbahnhof mit Eisenbahnmuseum        | Steinstraße 11, 17, 19, 25, 29, 29B–D, Jägertorstraße 151, Eisenbahn LageFlur: 4, 19, 21, Flurstück: 95–97, 110/1, 287/14, 314/1 |              |         | 923942 DDB |
| weitere Bilder                            | Zeughausallee                                        | Zeughausallee LageFlur: 101, Flurstück: 62 |              |         | 9482 DDB   |

### Wixhausen
| Bild            | Bezeichnung                           | Lage                                                        | Beschreibung                                                                                            | Bauzeit   | Objekt-Nr. |
| --------------- | ------------------------------------- | ----------------------------------------------------------- | --- | --------- | ---------- |
| weitere Bilder  | Bahnhof Wixhausen                     | Bahnhofstraße 2 LageFlur: 3, Flurstück: 476/24              | | 1843–1846 | 9484 DDB   |
| Wohnhaus        | Wohnhaus                              | Erzhäuser Straße 2 LageFlur: 2, Flurstück: 49/1             | Giebelständiges eingeschossiges Fachwerkhaus                                                            | um 1820   | 9485 DDB   |
| Bild gesucht BW | Gesamtanlage Alter Ortskern Wixhausen | Römergasse 4–10 (grd.), 15, 17, Untergasse 1–9 (ugrd.) Lage | |           | 9486 DDB   |
| weitere Bilder  | Evangelische Pfarrkirche              | Römergasse 15 LageFlur: 2, Flurstück: 108                   | |           | 9487 DDB   |
| weitere Bilder  | Pfarrhofreite, Pfarrhaus              | Römergasse 17 LageFlur: 2, Flurstück: 104/1                 | | 1772      | 9488 DDB   |
| weitere Bilder  | Pfarrhofreite, Scheune                | Römergasse 17 LageFlur: 2, Flurstück: 104/1                 | Denkmalgeschützte Pfarrscheune in Darmstadt-Wixhausen. Teil einer Pfarrhofreite aus dem 18. Jahrhundert |           | 9488 DDB   |
| Brunnen         | Brunnen                               | Trinkbornstraße 36 LageFlur: 4, Flurstück: 39               | |           | 926164 DDB |
| Museum          | Museum                                | Untergasse 1 LageFlur: 2, Flurstück: 103/1                  | Giebelständiges zweigeschossiges Fachwerkhaus                                                           | um 1600   | 9489 DDB   |